# Pterostichus plethorus
Pterostichus plethorus är en skalbaggsart som beskrevs av Darlington. Pterostichus plethorus ingår i släktet Pterostichus och familjen jordlöpare. Inga underarter finns listade i Catalogue of Life.